# Taberna do Aspirante
A Taberna do Aspirante é um edifício pertencente à junta de freguesia da extinta freguesia de Lapas, Município de Torres Novas, em Portugal, e que apresenta condições físicas e materiais para se tornar um polo de desenvolvimento cultural da freguesia.
O nome do edifício provém de nos seus “primórdios” ter a função de taberna. Como tal, provavelmente, o fator histórico influenciou na nova denominação.
O edifício tem um género de anfiteatro, onde regularmente se realizam as reuniões da Assembleia de Freguesia. Este espaço tem condições para acolher eventos tais como: teatro, projeções, saraus de poesia, exposições fotográficas. Ainda existe um espaço Internet, sala de Estudos, Biblioteca e um local puramente lúdico com uma televisão e videojogos.